# 福生寺 (備前市)
福生寺（ふくせいじ、ふくしょうじ）は、岡山県備前市大内にある高野山真言宗の寺院。山号は大滝山、本尊は十一面千手観音菩薩（本堂）、大日如来（三重塔）。瀬戸内三十三観音霊場第十番札所、子院の西法院が山陽花の寺二十四か寺第十四番となっている。
御詠歌：おおたきの みねよりおつる たきのねは ふくちりしようの みのりぞときく

## 概要
奈良時代創建の寺伝をもつ山陽地方でも有数の古寺で、一般には山号の「大滝山」で知られる（山号は境内にある滝に由来する）。周辺地域は1973年（昭和48年）11月29日に郷土自然保護地域（大滝山地域）に指定された。
現在、大滝山福生寺は宗教法人格を有せず、寺は実相院、西法院、福寿院の3つの子院によって維持管理されている。

## 歴史
江戸時代中期の元禄14年（1701年）に書かれた縁起によれば、天平勝宝6年（754年）鑑真により創建されたとある。その後、報恩大師が備前48ヶ寺を整備した際にその一つとなった。
平安時代初期、菅原道真が編纂した『類聚国史』の寺田地の項には、「天長5年（828年）6月備前国墾田四町六反為大滝寺田」とあり、法隆寺や唐招提寺と並んで記載されておりその古さが窺える。
縁起書によれば、平安時代中期の万寿元年（1024年）に大火により焼亡した。その後、足利尊氏の発願により観応年間（1350年 - 1352年）再興されたとある。僧院は33房を数えたが、康正年間（1455年 - 1457年）の赤松氏・山名氏の争いにより山門と三重塔以外は全て戦火により焼亡した。江戸時代、岡山藩主により庇護され明治初期には13房が残っていた。なお、現在の僧院は実相院、西法院、福寿院の3房である。

## 文化財
備前市「備前市の文化財一覧」と「文化財説明資料」による

### 重要文化財（国指定）
- 大滝山三重塔 - 室町時代中期に建立された。寺伝では嘉吉元年（1441年）、室町幕府6代将軍・足利義教の命によって建立されたとする。瓦葺の屋根を持つ。[3]総高約19.7メートル。1926年（大正15年）4月19日指定。

### 岡山県指定重要文化財
- 仁王門 - 京都から離れているものの足利将軍家の信仰が厚かったようであり、応永4年（1398年）には3代将軍・足利義満により仁王門が建立された。
- 本堂 - 岡山藩2代藩主・池田綱政が大願主となり天和2年（1682年）に再建された。
- 大師堂 - 天和2年（1682年）再建。本瓦葺で頂部に路盤宝珠がある。高さ4.4メートル。2003年（平成15年）4月10日市指定。2006年（平成18年）3月17日県指定。

### 備前市指定有形文化財
- 鉄眼版一切経 - 転輪式経蔵に収納。1982年（昭和57年）2月19日指定。

これらの境内に残る建造物は実相院、西法院、福寿院により管理されている。

## 所在地
岡山県備前市大内999

## アクセス
- JR赤穂線　香登駅下車　タクシー10分、徒歩ならば40分
- 宇野バス 大内停留所下車　徒歩35分

## 前後の札所
瀬戸内三十三観音霊場
9 光明寺 -- 10 福生寺 -- 11 明王寺
山陽花の寺二十四か寺
13 大聖寺 -- 14 福生寺 西法院 -- 15 遍明院